# Private Information Retrieval
Private Information Retrieval (PIR) ist ein kryptographisches Primitiv, das ein Protokoll modelliert, bei dem eine Anfrage an eine Datenbank gestellt und auch beantwortet werden kann, ohne dass die Datenbank Aussagen über den angeforderten Eintrag machen kann. Die Anfragen können daher auch nicht miteinander verknüpft werden, um die Interessen des Anfragenden zu ermitteln. So wird die Privatheit des Anfragenden unterstützt, auch wenn er öffentliche Datenbanken benutzt.

## Modellierung
Oft wird das Schema wie folgt modelliert:
- Eine Datenbank {\displaystyle A}, bestehend aus {\displaystyle n\times n} Bits, z. B. {\displaystyle A\in \mathbb {B} ^{n\times n}}
- Ein Client, der eine Anfrage eines Datenbankeintrags – also eines Spalten- und Zeilenindex – ausführt, und ein Bit zurückerhält

Nach der Ausführung müssen folgende Bedingungen gelten:
- Der Client hat das richtige Bit {\displaystyle b\in A} erhalten, sodass gilt {\displaystyle b=(A_{ij})}
- Der Datenbank blieb der erfragte Zeilen- und Spaltenindex unbekannt.

## Umsetzung
Die einfachste Möglichkeit dieses Szenario umzusetzen, bestünde wohl darin, dass die Datenbank – unabhängig von der Anfrage – immer den gesamten Inhalt der Matrix als Antwort sendet. Da dies aber bei großen Datenmengen schlecht bis gar nicht realisierbar ist, gibt es andere Ansätze, wie z. B. eine Lösung mittels des quadratischen-Reste-Problems.